# A Place Called Lloyd
A Place Called Lloyd er en dansk dokumentarfilm fra 2015 instrueret af Sebastian Cordes.

## Handling
Da Lloyd Aereo Boliviano, et af verdens ældste - og Bolivias nationale flyselskab, gik konkurs efter 8 årtier i 2008, valgte mange af dens ansatte at arbejde videre. Efter 7 år tjekker de stadig sikkerhedsudstyr, syr betræk til passagersæder og holder hjulene i gang, så de er klar til engang igen at komme op i luften. A Place Called Lloyd portrætterer disse ansatte og deres hverdag hos flyselskabet, der ikke flyver.